# Шок-тактика

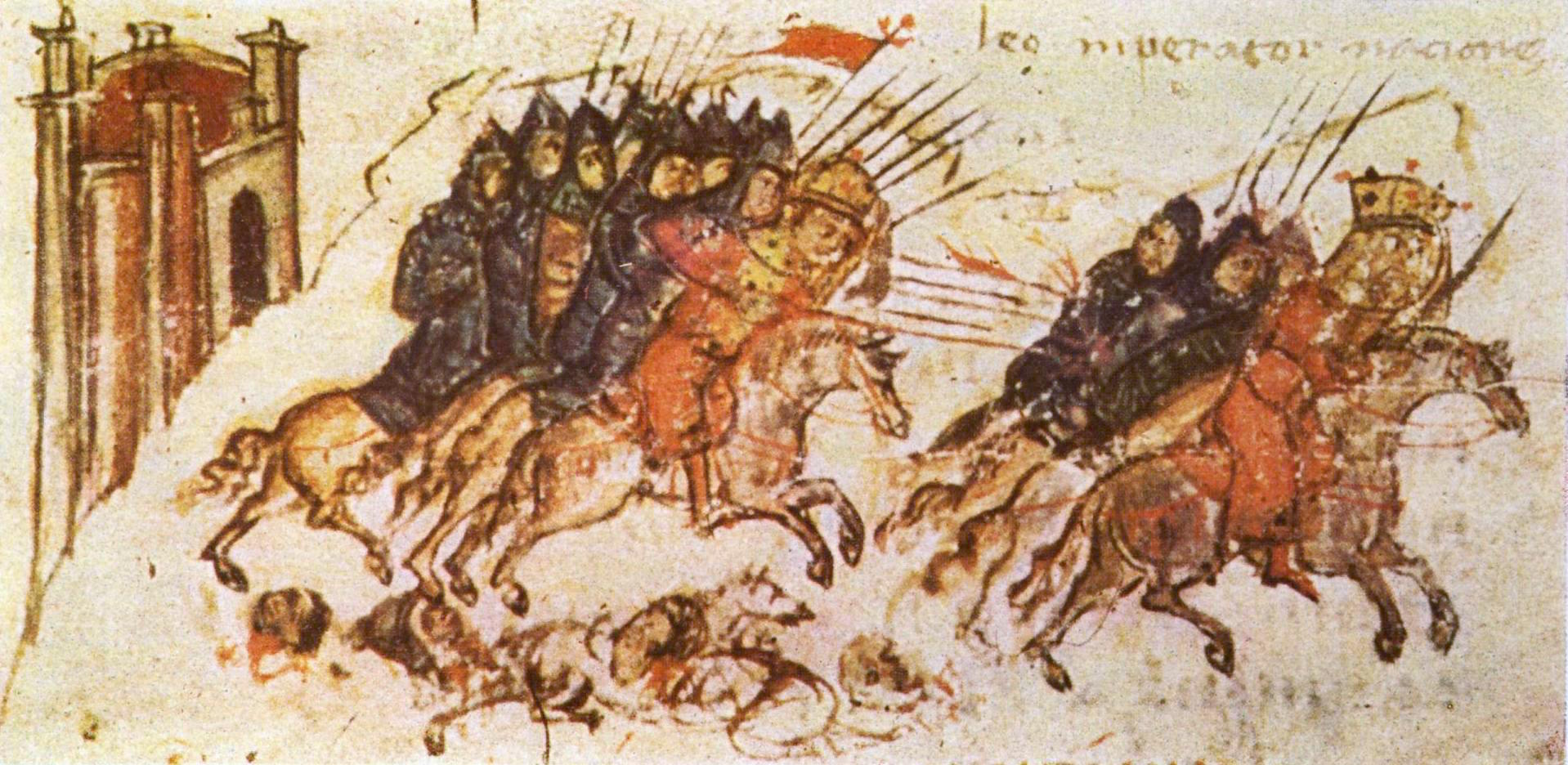
Шокова атака болгарської важкої кінноти (Битва при Версинікії, 813p.)

Шокова тактика, шок-тактика чи Шокова атака — це наступальний маневр, метою якого є піддати ворога психологічному тиску раптовим масовим наступом з метою примусити ворожих солдатів до відступу. Невід'ємною частиною шок-заходів є високий ступінь ризику в ході маневру для наступаючої сторони.
Кембріджський словник дає таке визначення цьому термінові: «Застосування шок-тактики означає уживання неочікуваних для супротивника заходів з метою шокувати його чи здобути перевагу над ним.»

## Історія

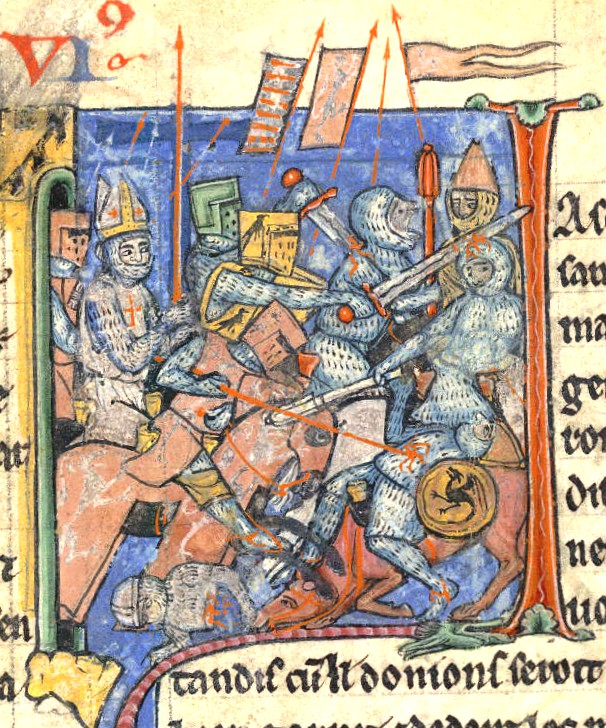
Середньовічна ілюстрація битви під час І-го хрестового походу, що зображає застосування шок-тактики важкою кіннотою у бою з арабами

### Середньовіччя і Нова історія
Шокова тактика зазвичай була основним маневром в арсеналі важкої кінноти, проте іноді вдавалася і важкій піхоті. Найвідомішим різновидом шок-тактики середньовічної кавалерії був шара́х (англ. charge). Цей маневр здійснювався тяжко броньованою кіннотою, озброєною лансами, що завдавала удару по ворожому шикуванню згуртованою лавою і на найвищій швидкості.

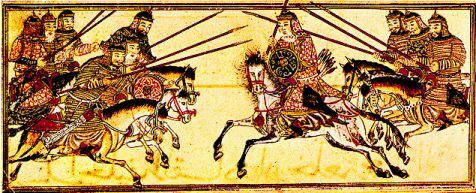
Монгольська важка кавалерія в бою (XIII—XIV ст.ст).

Після запровадження вогнепальної зброї, застосування кінноти як тактичного ударного засобу відходить на другий план. піхотні шок-прийоми передбачали утримуватися від відкривання вогню поки ворог не підійде на дуже близьку відстань; цю тактику вживали як в обороні, так і в наступі. Улюбленою тактикою, наприклад, герцога Веллінґтона для піхоти було дати залп, а потім дати гучний бойовий клич і блискавично кинутись на приступ[значущість факту?].

### Занепад і часткове відродження
Кульмінацією і занепадом піхотної шок-тактики методом лобової атаки стала І Світова війна, коли величезні загони солдатів робили масовані й часто катастрофічні фронтальні атаки на укріплення ворога. Кулемет зробив цю тактику марною і тільки з винаходом танка шок-тактика отримала шанс на друге життя.
Під час ІІ світової Німеччина застосувала цю шок-тактику стосовно бронетехніки. Сформульована німецькими військовими теоретиками ідея бліцкрігу була заснована на застосуванні шок-тактики з допомогою танків; протягом війни в цій методиці було накопичено величезний досвід і згодом її було прийнято більшістю сучасних армій.
Тактика США під час операції Шок і трепет під час війни в Іраку була застосована шок-тактика на основі переважаючої військової потужності на суші і непереборного домінування на морі i в повітрі.

## Відомі шок-атаки

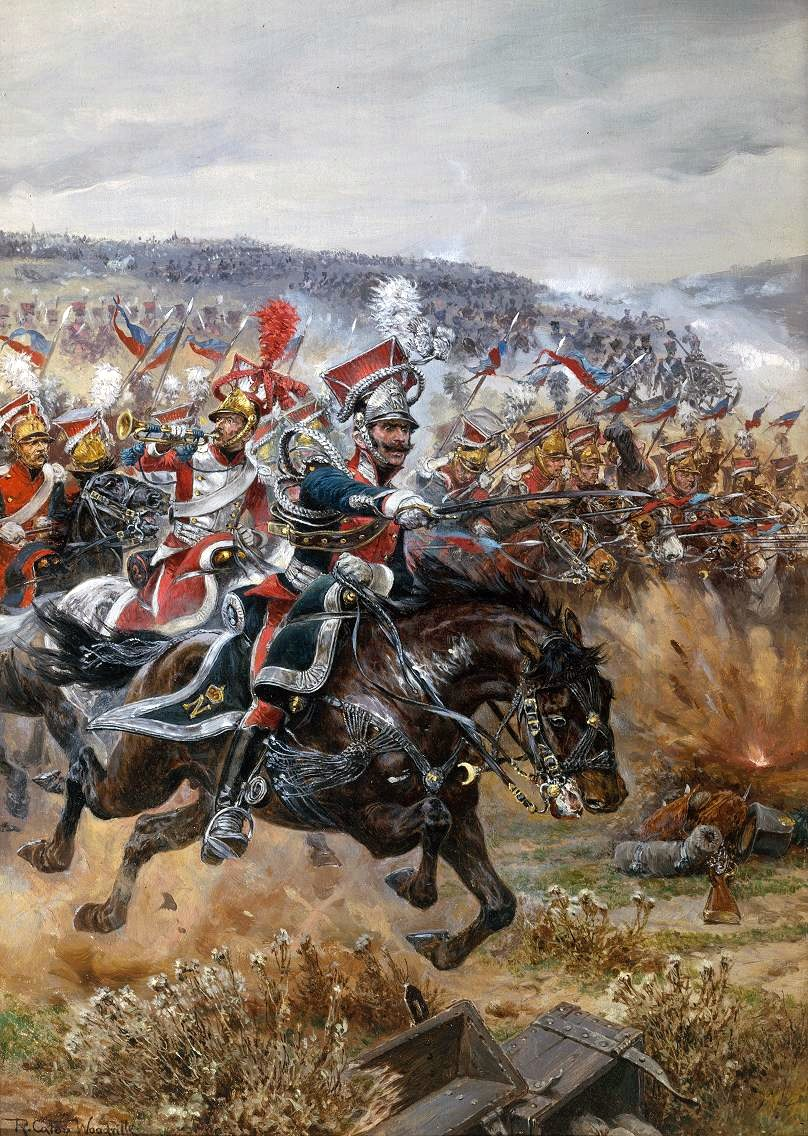
Р. К. Вудвілль, Останній штурм Понятовського
(Лейпціг, 1813)

- Штурм Пікетта (3 липня 1863 р.) у Битва під Геттісбургом під час Громадянської війни у США.
- Атака легкої бригади (25 жовтня 1854) у Балаклавській битві під час Кимської війни.
- Удар 21-го лансьєрського (2 вересня 1898 р.) у Битві під Омдурманом у ході Магдистської війни: останній кавалерійський кидок у битві.
- Битва за Беер-Шеву (31 жовтня 1917) під час І-ї світової: один із найостанніших успішних атак кавалерії в історії.
- Битва під Кроянтами (1 вересня 1939 р.) під час ІІ-ї світової: успішний наступ польської кавалерії на сучасну механізовану піхоту (породила міф про атаку польських кіннотників з холодною зброєю на танки.

## Шок-підрозділи

### Кавалерія
- Катафрактарії
- Клібанарії
- Крилаті гусари
- Лансьєри
- Лицарі

### Піхотні підрозділи
- Фаланга
- Гопліти

### Механізовані підрозділи
- Танк